# Karine Kazinian
Karine Kazinian (née Kroyan) (en armenio: Կարինե Լորիսի Ղազինյան (Կրոյան)) (8 de enero de 1955– 6 de diciembre de 2012) fue Embajadora de Armenia en el Reino Unido de Gran Bretaña e Irlanda del Norte. 
Asistió y se graduó en la Universidad Estatal de Ereván en 1977. Anteriormente, trabajó en las embajadas soviéticas en Portugal, África, y Rumanía. De 1992 a 1994 trabajó como profesora de inglés y portugués en la Universidad de Ereván. Luego se mudó a Bucarest en Rumania con su esposo, George Kazinian, donde había sido designado como el primer embajador de Armenia. En 1997, después de la muerte de su esposo, se convirtió en encargada de negocios de la embajada de Armenia y luego, en 1999, en embajadora de su país en Rumania. En 2001 trabajó como embajadora de Armenia en Alemania. 
Karine fue nombrada Viceministra de Asuntos Exteriores de Armenia en 2009, y el 8 de septiembre de 2011 se convirtió en Embajadora en el Reino Unido.
Además del armenio, hablaba inglés, ruso, alemán, rumano y portugués.
Karine ganó la Medalla Armenia de Mkhitar Gosh y la Orden de la Gran Cruz Rumana al Mérito. Murió en 2012 por complicaciones de una operación quirúrgica, dejando atrás una hija y un hijo. Fue enterrada en Armenia.